# 창세기 홍수 이야기
창세기 홍수 이야기는 창세기 6장부터 9장까지에 기록된 히브리 대홍수 신화이다. 이 이야기는 신이 우주를 창조 이전의 물의 혼돈 상태로 되돌리고, 노아의 방주라는 소우주를 통해 세상을 새롭게 재구성하려는 결정을 다룬다.
기원전 5세기경에 집필된 것으로 보이며, 일부 학자들은 홍수 이야기를 포함한 원역사(1~11장)가 기원전 3세기까지도 추가되었을 가능성을 제기한다. 이 이야기는 제사장 문서와 비제사장 문서(여호와 문서)라는 두 가지 출처에서 영감을 얻었으며, 많은 세부 사항이 서로 모순되지만 이야기는 하나의 통일된 전체를 이룬다.
이 신화에 묘사된 전 지구적 홍수는 지질학, 고고학, 고생물학, 그리고 종의 전 지구적 분포에서 발견된 물리적 결과와 일치하지 않는다. 창조론의 한 분파인 홍수 지질학은 그러한 전 지구적 홍수가 실제로 발생했다고 주장하려는 유사과학적 시도이다. 일부 기독교인들은 이 이야기를 전 세계적인 사건이 아닌 지역적인 홍수로 해석하는 것을 선호한다. 또 다른 기독교인들은 이 이야기를 역사적 사건이 아닌 우화적 사건으로 해석하는 것을 선호한다.

## 자료분석
아래의 표는 Robert Kugler와 Patrick Hartin의 《An Introduction to the Bible》(2009)에 기초한 것이다:
| 장절      | 제사장 문서              | 야훼문서                                             |
| --------- | ------------------------ | ---------------------------------------------------- |
| 1:1–2:4a  | 첫번째 창조기사          | 빈칸                                                 |
| 2:4b–4:26 | 빈칸                     | - 두번째 창조기사 - 에덴 동산 - 카인과 아벨          |
| 5:1–24    | 아담의 후손              | 빈칸                                                 |
| 6:1–8     | 빈칸                     | - 네피림 - 홍수의 원인                               |
| 6:9–13    | 홍수의 원인              | 빈칸                                                 |
| 6:14–8:22 | - 홍수 - 홍수 이후 새 땅 | - 홍수 - 홍수 이후 새 땅                             |
| 9:1–17    | 빈칸                     | 노아 언약                                            |
| 9:18–27   | 빈칸                     | - 노아의 술취함 - 노아의 아들들 - 가나안이 받은 저주 |
| 10:1–32   | 열방의 목록              | 열방의 목록                                          |
| 11:1–9    | 빈칸                     | 바벨탑                                               |
| 11:10–32  | 노아의 후손들            | 빈칸                                                 |

## 같이 보기
- 문서설

## 참고 자료
- Arnold, Bill T. (2009). 《Genesis》. Cambridge University Press. ISBN 9780521000673.